# Acción Identitaria
Acción Identitaria är en chilensk identitär organisation grundad i slutet på 00-talet. Organisationen började som en webbplats för propaganda- och informationsspridning, men kom att utvecklas till en politisk organisation under inflytande av europeiska nationalistiska och traditionalistiska strömningar som nya högern och dess författare. Organisationens estetik skiljer sig från den traditionellt nationalistiska i Chile men inslagen av rasism i rörelsen har liknats vid nynazism. Identitet, invandring, miljö och normalitet är organisationens fyra "pelare".  